# Сердешна Оксана
Сердешна Оксана — повість Григорія Квітки-Основ'яненка, опублікована вперше в 1841 році в альманасі «Ластівка». Повість примітна тим, що в ній Квітка розв'язує ту саму проблему покритки, зведеної солдатом, що й Тарас Шевченко в поемі «Катерина».

## Рецепція

### Зв'язок із поемою «Катерина»
Ще сам Квітка в листі до Шевченка за 23 жовтня 1840 року писав про подібність «Катерини» та «Сердешної Оксани»:
|  | А книжку як розгорнув, дивлюсь — «Кобзар», та вже дуже вичитаний. Дарма! Я його притулив до серця, бо дуже шаную Вас і Ваші думки кріпко лягають на душу. А що «Катерина», так так що Катерина! Гарно, батечку, гарно! Більш не вмію сказати. От так-то москалики-воєнні обдурюють наших дівчаток! Списав і я «Сердешну Оксану», от точнісінько як і Ваша «Катерина». Будете читати, як пан Гребінка видрюкує. |

Згодом, було висунуто теорію, згідно з якою Шевченко міг читати «Сердешну Оксану» під час допомоги Євгенові Гребінці над створенням альманаху «Ластівка». На думку Юрія Іванкіна, Гребінка отримав повість Квітки наприкінці 1838-го — на початку 1839 року; в той самий час була написана «Катерина».

## Видання
- Ластівка. — СПб., 1841. — С. 32—207.
- Повісті Григорія Квітки (Основ'яненка). Т. 1. — СПб., 1858. — С. 153—230.